# Amandineor
Amandineor (Amandinea) är ett släkte av lavar.
Typart för släktet är Amandinea coniops, kustamandinea.
Släktet är vitt spritt över världen och omfattar cirka ett trettiotal kända arter. I Sverige förekommer fyra arter ur släktet, A. cacuminum, A. coniops (kustamandinea), A. pelidna och A. punctata (liten skivlav).

## Systematik
Amandineor ingår idag i familjen Caliciaceae och ordningen Caliciales, men placerades tidigare i familjen Physciaceae och ordningen Teloschistales.

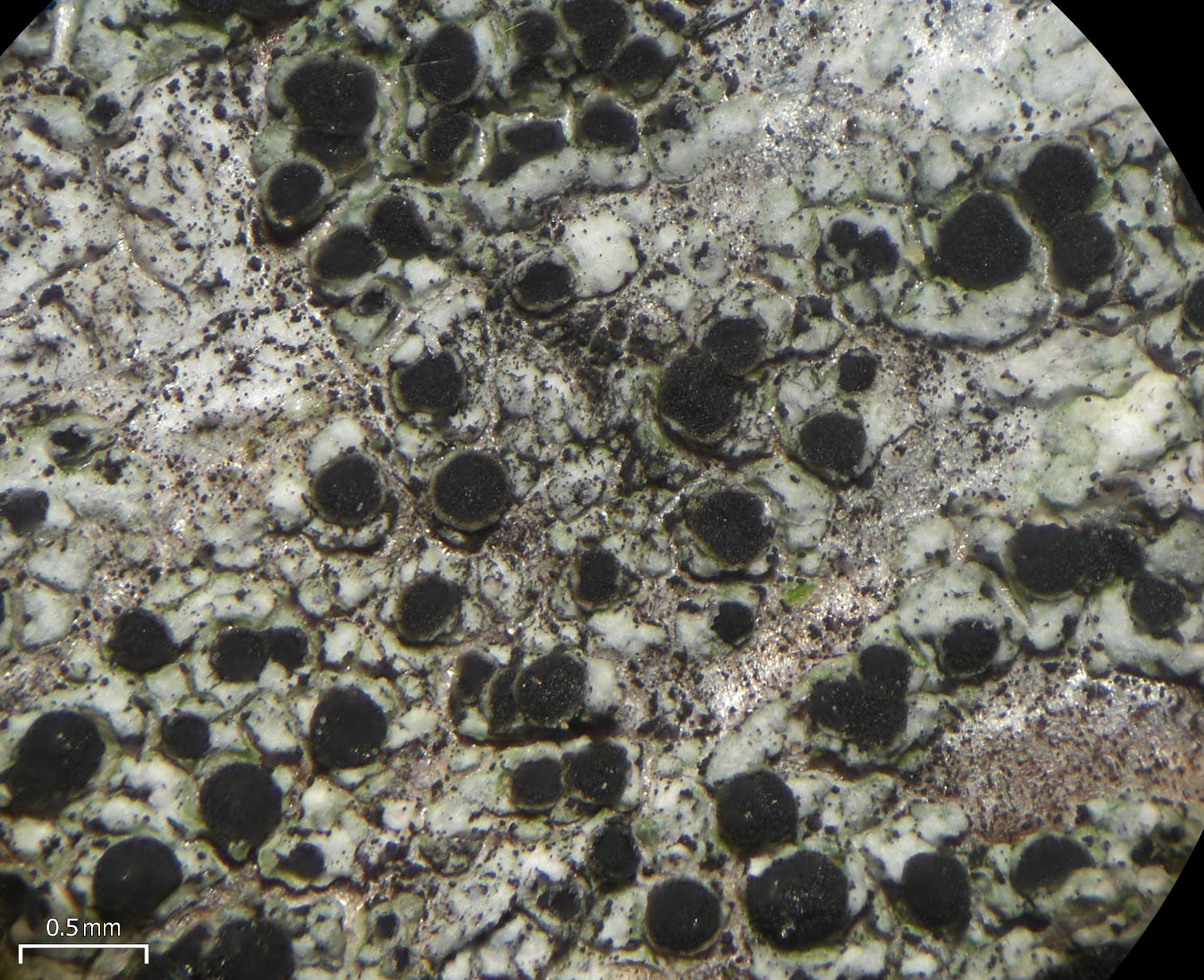
Amandinea milliaria
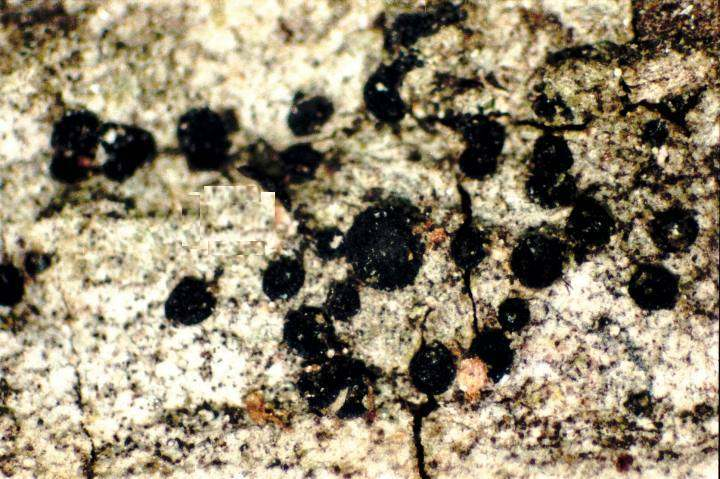
Amandinea polyspora